# Lista di asteroidi (452001-453000)
Di seguito una lista di asteroidi dal numero 452001 al 453000 con data di scoperta e scopritore.

## 452001-452100
| Nome     | Designazione provvisoria | Data di scoperta  | Scopritore        |
| -------- | ------------------------ | ----------------- | ----------------- |
| 452001 - | 2014 OP46                | 3 novembre 2004   | Spacewatch        |
| 452002 - | 2014 OG48                | 27 novembre 2010  | Mt. Lemmon Survey |
| 452003 - | 2014 OR48                | 12 settembre 2004 | Spacewatch        |
| 452004 - | 2014 OA54                | 28 ottobre 2010   | Mt. Lemmon Survey |
| 452005 - | 2014 OL54                | 2 novembre 2010   | Mt. Lemmon Survey |
| 452006 - | 2014 OX57                | 10 maggio 2005    | Mt. Lemmon Survey |
| 452007 - | 2014 OB67                | 5 gennaio 2000    | Spacewatch        |
| 452008 - | 2014 OU87                | 27 settembre 2006 | Mt. Lemmon Survey |
| 452009 - | 2014 OO88                | 3 aprile 2008     | Spacewatch        |
| 452010 - | 2014 OO90                | 27 dicembre 2006  | Mt. Lemmon Survey |
| 452011 - | 2014 OT92                | 18 ottobre 2006   | Spacewatch        |
| 452012 - | 2014 OC93                | 29 luglio 2009    | Spacewatch        |
| 452013 - | 2014 OA97                | 18 settembre 2010 | Mt. Lemmon Survey |
| 452014 - | 2014 OJ104               | 25 agosto 2004    | Spacewatch        |
| 452015 - | 2014 OO114               | 17 ottobre 1995   | Spacewatch        |
| 452016 - | 2014 OX114               | 20 gennaio 2012   | Mt. Lemmon Survey |
| 452017 - | 2014 OO117               | 31 marzo 2008     | Spacewatch        |
| 452018 - | 2014 OJ119               | 11 settembre 2004 | Spacewatch        |
| 452019 - | 2014 OU119               | 9 gennaio 2011    | Spacewatch        |
| 452020 - | 2014 OG120               | 26 febbraio 2008  | Mt. Lemmon Survey |
| 452021 - | 2014 OL122               | 5 luglio 2005     | Spacewatch        |
| 452022 - | 2014 OD124               | 19 settembre 2010 | Spacewatch        |
| 452023 - | 2014 OG125               | 24 novembre 2011  | Mt. Lemmon Survey |
| 452024 - | 2014 OY125               | 10 novembre 2010  | Mt. Lemmon Survey |
| 452025 - | 2014 OS135               | 17 marzo 2013     | Spacewatch        |
| 452026 - | 2014 OA138               | 23 novembre 2006  | Spacewatch        |
| 452027 - | 2014 OE141               | 22 maggio 2003    | Spacewatch        |
| 452028 - | 2014 OD151               | 30 settembre 2006 | Mt. Lemmon Survey |
| 452029 - | 2014 OC152               | 21 febbraio 2007  | Mt. Lemmon Survey |
| 452030 - | 2014 OP154               | 7 luglio 2010     | WISE              |
| 452031 - | 2014 OL155               | 26 settembre 2009 | Mt. Lemmon Survey |
| 452032 - | 2014 OO165               | 13 ottobre 2010   | Mt. Lemmon Survey |
| 452033 - | 2014 OQ165               | 7 ottobre 2004    | LINEAR            |
| 452034 - | 2014 OD166               | 22 luglio 2006    | Mt. Lemmon Survey |
| 452035 - | 2014 OQ166               | 8 novembre 2010   | Mt. Lemmon Survey |
| 452036 - | 2014 OC167               | 24 settembre 2006 | Spacewatch        |
| 452037 - | 2014 OW167               | 22 settembre 2009 | Mt. Lemmon Survey |
| 452038 - | 2014 OM169               | 23 settembre 2009 | Spacewatch        |
| 452039 - | 2014 OB178               | 17 settembre 2009 | Mt. Lemmon Survey |
| 452040 - | 2014 OF179               | 6 dicembre 2010   | Spacewatch        |
| 452041 - | 2014 OG181               | 9 luglio 2010     | WISE              |
| 452042 - | 2014 OG199               | 19 dicembre 2004  | Mt. Lemmon Survey |
| 452043 - | 2014 OQ202               | 6 febbraio 2008   | CSS               |
| 452044 - | 2014 OX209               | 12 marzo 2007     | Mt. Lemmon Survey |
| 452045 - | 2014 OT216               | 31 dicembre 2011  | Spacewatch        |
| 452046 - | 2014 OY239               | 28 marzo 2008     | Spacewatch        |
| 452047 - | 2014 OD240               | 15 agosto 2009    | Spacewatch        |
| 452048 - | 2014 OF240               | 16 marzo 2007     | Mt. Lemmon Survey |
| 452049 - | 2014 OC243               | 26 novembre 2005  | Mt. Lemmon Survey |
| 452050 - | 2014 OL243               | 8 ottobre 2007    | Mt. Lemmon Survey |
| 452051 - | 2014 OA246               | 31 gennaio 2009   | Spacewatch        |
| 452052 - | 2014 OA253               | 27 agosto 2009    | Spacewatch        |
| 452053 - | 2014 OP253               | 25 marzo 2008     | Spacewatch        |
| 452054 - | 2014 OG274               | 16 ottobre 2009   | Mt. Lemmon Survey |
| 452055 - | 2014 ON274               | 29 dicembre 2005  | Spacewatch        |
| 452056 - | 2014 OZ280               | 5 aprile 2008     | Mt. Lemmon Survey |
| 452057 - | 2014 OB286               | 9 ottobre 2004    | Spacewatch        |
| 452058 - | 2014 OW301               | 30 settembre 2010 | Mt. Lemmon Survey |
| 452059 - | 2014 OW303               | 9 febbraio 2008   | Mt. Lemmon Survey |
| 452060 - | 2014 OV304               | 30 settembre 2010 | Mt. Lemmon Survey |
| 452061 - | 2014 OU305               | 11 ottobre 2004   | Spacewatch        |
| 452062 - | 2014 OY308               | 9 luglio 2005     | Spacewatch        |
| 452063 - | 2014 ON310               | 18 gennaio 2013   | Spacewatch        |
| 452064 - | 2014 OE311               | 18 ottobre 2006   | Spacewatch        |
| 452065 - | 2014 OC313               | 11 ottobre 2005   | Spacewatch        |
| 452066 - | 2014 OP324               | 19 novembre 2006  | CSS               |
| 452067 - | 2014 OY330               | 1º marzo 2008     | Spacewatch        |
| 452068 - | 2014 OE333               | 23 febbraio 2007  | Mt. Lemmon Survey |
| 452069 - | 2014 OD334               | 8 maggio 2008     | Mt. Lemmon Survey |
| 452070 - | 2014 OR340               | 10 settembre 2004 | Spacewatch        |
| 452071 - | 2014 OE351               | 3 ottobre 2005    | Spacewatch        |
| 452072 - | 2014 ON353               | 2 dicembre 2005   | Spacewatch        |
| 452073 - | 2014 OS353               | 29 ottobre 2010   | Mt. Lemmon Survey |
| 452074 - | 2014 OQ358               | 30 gennaio 2006   | Spacewatch        |
| 452075 - | 2014 OW365               | 3 ottobre 2008    | Mt. Lemmon Survey |
| 452076 - | 2014 OQ377               | 29 settembre 2005 | Mt. Lemmon Survey |
| 452077 - | 2014 OR380               | 6 maggio 2002     | Spacewatch        |
| 452078 - | 2014 OG382               | 8 aprile 2013     | Mt. Lemmon Survey |
| 452079 - | 2014 OC385               | 17 dicembre 2007  | Mt. Lemmon Survey |
| 452080 - | 2014 OJ386               | 4 settembre 2010  | Mt. Lemmon Survey |
| 452081 - | 2014 PC2                 | 17 febbraio 2007  | Mt. Lemmon Survey |
| 452082 - | 2014 PR5                 | 11 settembre 2004 | Spacewatch        |
| 452083 - | 2014 PL6                 | 16 giugno 2009    | Mt. Lemmon Survey |
| 452084 - | 2014 PH18                | 24 marzo 2012     | Mt. Lemmon Survey |
| 452085 - | 2014 PG19                | 23 gennaio 2006   | Spacewatch        |
| 452086 - | 2014 PK30                | 12 settembre 2007 | CSS               |
| 452087 - | 2014 PO32                | 11 aprile 2013    | Mt. Lemmon Survey |
| 452088 - | 2014 PZ33                | 14 novembre 2001  | Spacewatch        |
| 452089 - | 2014 PA45                | 26 febbraio 2008  | Mt. Lemmon Survey |
| 452090 - | 2014 PD55                | 2 maggio 2013     | Mt. Lemmon Survey |
| 452091 - | 2014 QV31                | 17 dicembre 2009  | Mt. Lemmon Survey |
| 452092 - | 2014 QA34                | 10 marzo 2008     | Mt. Lemmon Survey |
| 452093 - | 2014 QL34                | 9 gennaio 2010    | Spacewatch        |
| 452094 - | 2014 QH35                | 2 gennaio 2011    | Mt. Lemmon Survey |
| 452095 - | 2014 QM35                | 24 giugno 2014    | Spacewatch        |
| 452096 - | 2014 QN35                | 1º febbraio 2012  | Spacewatch        |
| 452097 - | 2014 QB36                | 15 settembre 2010 | Spacewatch        |
| 452098 - | 2014 QW50                | 18 agosto 2009    | Spacewatch        |
| 452099 - | 2014 QJ83                | 24 giugno 1995    | Spacewatch        |
| 452100 - | 2014 QD99                | 16 febbraio 2007  | Mt. Lemmon Survey |

## 452101-452200
| Nome     | Designazione provvisoria | Data di scoperta  | Scopritore                                                |
| -------- | ------------------------ | ----------------- | --------------------------------------------------------- |
| 452101 - | 2014 QD161               | 25 febbraio 2007  | Mt. Lemmon Survey                                         |
| 452102 - | 2014 QS185               | 11 aprile 2008    | Mt. Lemmon Survey                                         |
| 452103 - | 2014 QV202               | 22 aprile 2007    | Mt. Lemmon Survey                                         |
| 452104 - | 2014 QB269               | 17 settembre 2009 | Mt. Lemmon Survey                                         |
| 452105 - | 2014 QM283               | 12 dicembre 2004  | Spacewatch                                                |
| 452106 - | 2014 QV283               | 3 novembre 2010   | Spacewatch                                                |
| 452107 - | 2014 QN284               | 22 aprile 2007    | Mt. Lemmon Survey                                         |
| 452108 - | 2014 QZ309               | 26 marzo 2007     | Mt. Lemmon Survey                                         |
| 452109 - | 2014 QS342               | 1º febbraio 2012  | Spacewatch                                                |
| 452110 - | 2014 QC372               | 18 marzo 2001     | Spacewatch                                                |
| 452111 - | 2014 QY395               | 11 settembre 2005 | Spacewatch                                                |
| 452112 - | 2014 QD400               | 25 marzo 2007     | Mt. Lemmon Survey                                         |
| 452113 - | 2014 QX412               | 30 gennaio 2006   | Spacewatch                                                |
| 452114 - | 2014 QA425               | 19 gennaio 2012   | Mt. Lemmon Survey                                         |
| 452115 - | 2014 RJ1                 | 13 marzo 2012     | Mt. Lemmon Survey                                         |
| 452116 - | 2014 RD23                | 8 dicembre 2010   | Mt. Lemmon Survey                                         |
| 452117 - | 2014 RM24                | 23 aprile 2001    | Spacewatch                                                |
| 452118 - | 2014 RP31                | 3 febbraio 2006   | Mt. Lemmon Survey                                         |
| 452119 - | 2014 RU34                | 30 novembre 2005  | Spacewatch                                                |
| 452120 - | 2014 RK36                | 26 settembre 2006 | Spacewatch                                                |
| 452121 - | 2014 SB37                | 11 aprile 2007    | Spacewatch                                                |
| 452122 - | 2014 SB221               | 17 gennaio 2005   | Spacewatch                                                |
| 452123 - | 2014 SW225               | 26 ottobre 2005   | Spacewatch                                                |
| 452124 - | 2014 US14                | 2 ottobre 2003    | Spacewatch                                                |
| 452125 - | 2014 WL40                | 9 luglio 2004     | LINEAR                                                    |
| 452126 - | 2014 WX66                | 13 giugno 2007    | Spacewatch                                                |
| 452127 - | 2015 FU223               | 23 marzo 1995     | Spacewatch                                                |
| 452128 - | 2015 KX120               | 7 aprile 2003     | Spacewatch                                                |
| 452129 - | 2015 OR                  | 27 settembre 2000 | LINEAR                                                    |
| 452130 - | 2015 OT39                | 19 luglio 2004    | LONEOS                                                    |
| 452131 - | 2015 OM73                | 1º dicembre 2004  | CSS                                                       |
| 452132 - | 2015 PV                  | 30 settembre 1999 | CSS                                                       |
| 452133 - | 2015 PT293               | 19 maggio 2010    | WISE                                                      |
| 452134 - | 2015 PH303               | 10 ottobre 2010   | Mt. Lemmon Survey                                         |
| 452135 - | 2015 PS307               | 23 gennaio 2006   | Mt. Lemmon Survey                                         |
| 452136 - | 2015 PL308               | 23 settembre 2004 | Spacewatch                                                |
| 452137 - | 2015 PZ308               | 25 aprile 2003    | Spacewatch                                                |
| 452138 - | 2015 PV310               | 5 maggio 2000     | Spacewatch                                                |
| 452139 - | 2015 QU                  | 29 dicembre 2003  | Spacewatch                                                |
| 452140 - | 2015 QR9                 | 2 novembre 2007   | Mt. Lemmon Survey                                         |
| 452141 - | 2015 QY10                | 23 ottobre 2005   | CSS                                                       |
| 452142 - | 2015 QG11                | 9 febbraio 2005   | Spacewatch                                                |
| 452143 - | 2015 RN18                | 13 settembre 2007 | Spacewatch                                                |
| 452144 - | 2015 RL19                | 11 ottobre 1977   | van Houten, C. J., van Houten-Groeneveld, I., Gehrels, T. |
| 452145 - | 2015 RP28                | 2 ottobre 2000    | Spacewatch                                                |
| 452146 - | 2015 RC30                | 11 settembre 2004 | Spacewatch                                                |
| 452147 - | 2015 RL30                | 1º ottobre 2005   | CSS                                                       |
| 452148 - | 2015 RA31                | 19 giugno 2009    | Spacewatch                                                |
| 452149 - | 2015 RG33                | 2 dicembre 2010   | Mt. Lemmon Survey                                         |
| 452150 - | 2015 RB35                | 2 dicembre 2005   | Spacewatch                                                |
| 452151 - | 2015 RN37                | 9 ottobre 2004    | Spacewatch                                                |
| 452152 - | 2015 RR38                | 24 gennaio 1996   | Spacewatch                                                |
| 452153 - | 2015 RZ38                | 11 dicembre 2004  | Spacewatch                                                |
| 452154 - | 2015 RZ47                | 11 ottobre 2010   | CSS                                                       |
| 452155 - | 2015 RB48                | 12 settembre 2004 | Spacewatch                                                |
| 452156 - | 2015 RX51                | 10 marzo 2008     | Spacewatch                                                |
| 452157 - | 2015 RJ53                | 29 agosto 2005    | Spacewatch                                                |
| 452158 - | 2015 RM54                | 22 settembre 2004 | Spacewatch                                                |
| 452159 - | 2015 RH56                | 6 aprile 2008     | Mt. Lemmon Survey                                         |
| 452160 - | 2015 RR56                | 9 novembre 2008   | Mt. Lemmon Survey                                         |
| 452161 - | 2015 RY56                | 26 settembre 2006 | Mt. Lemmon Survey                                         |
| 452162 - | 2015 RY57                | 3 marzo 2009      | Mt. Lemmon Survey                                         |
| 452163 - | 2015 RZ63                | 17 novembre 2006  | Spacewatch                                                |
| 452164 - | 2015 RY65                | 3 giugno 2010     | WISE                                                      |
| 452165 - | 2015 RC69                | 21 ottobre 2011   | Spacewatch                                                |
| 452166 - | 2015 RV69                | 3 ottobre 2003    | Spacewatch                                                |
| 452167 - | 2015 RR72                | 6 aprile 2002     | Spacewatch                                                |
| 452168 - | 2015 RV72                | 9 maggio 2010     | Mt. Lemmon Survey                                         |
| 452169 - | 2015 RV74                | 30 agosto 2005    | Spacewatch                                                |
| 452170 - | 2015 RX74                | 25 aprile 2003    | Spacewatch                                                |
| 452171 - | 2015 RV75                | 1º dicembre 2005  | Spacewatch                                                |
| 452172 - | 2015 RV80                | 3 marzo 2000      | Spacewatch                                                |
| 452173 - | 2015 RZ80                | 18 novembre 2011  | Mt. Lemmon Survey                                         |
| 452174 - | 2015 RO81                | 30 gennaio 2004   | Spacewatch                                                |
| 452175 - | 2015 RX85                | 27 agosto 2006    | Spacewatch                                                |
| 452176 - | 2015 RH88                | 13 novembre 2002  | LINEAR                                                    |
| 452177 - | 2015 RY88                | 6 aprile 2008     | Spacewatch                                                |
| 452178 - | 2015 RZ88                | 16 aprile 2010    | WISE                                                      |
| 452179 - | 2015 RH89                | 8 febbraio 2008   | Spacewatch                                                |
| 452180 - | 2015 RK89                | 28 luglio 2010    | WISE                                                      |
| 452181 - | 2015 RQ89                | 13 ottobre 2004   | Spacewatch                                                |
| 452182 - | 2015 RT89                | 4 febbraio 2005   | CSS                                                       |
| 452183 - | 2015 RZ89                | 3 marzo 2006      | Spacewatch                                                |
| 452184 - | 2015 RP90                | 31 agosto 2000    | LINEAR                                                    |
| 452185 - | 2015 RA91                | 2 dicembre 2004   | CSS                                                       |
| 452186 - | 2015 RM91                | 2 dicembre 2005   | Spacewatch                                                |
| 452187 - | 2015 RL92                | 13 marzo 2002     | LINEAR                                                    |
| 452188 - | 2015 RZ92                | 15 maggio 2009    | Spacewatch                                                |
| 452189 - | 2015 RD95                | 20 ottobre 1998   | Spacewatch                                                |
| 452190 - | 2015 RE95                | 12 ottobre 2007   | Mt. Lemmon Survey                                         |
| 452191 - | 2015 RE97                | 10 dicembre 2004  | Spacewatch                                                |
| 452192 - | 2015 RG97                | 25 novembre 2009  | Spacewatch                                                |
| 452193 - | 2015 RK98                | 30 dicembre 2005  | Mt. Lemmon Survey                                         |
| 452194 - | 2015 RQ100               | 7 ottobre 2004    | Spacewatch                                                |
| 452195 - | 2015 RT101               | 16 settembre 2004 | LONEOS                                                    |
| 452196 - | 2015 RB102               | 8 maggio 2008     | Spacewatch                                                |
| 452197 - | 2015 RJ107               | 20 dicembre 2004  | Mt. Lemmon Survey                                         |
| 452198 - | 2015 RL108               | 20 febbraio 2006  | Spacewatch                                                |
| 452199 - | 2015 RS108               | 22 settembre 2008 | Mt. Lemmon Survey                                         |
| 452200 - | 2015 RW123               | 3 dicembre 2004   | Spacewatch                                                |

## 452201-452300
| Nome     | Designazione provvisoria | Data di scoperta  | Scopritore           |
| -------- | ------------------------ | ----------------- | -------------------- |
| 452201 - | 2015 RU152               | 11 settembre 2007 | Spacewatch           |
| 452202 - | 2015 RV192               | 11 febbraio 2002  | LINEAR               |
| 452203 - | 2015 RJ194               | 28 marzo 2008     | Mt. Lemmon Survey    |
| 452204 - | 2015 RK194               | 11 ottobre 2007   | Spacewatch           |
| 452205 - | 2015 RV195               | 1º ottobre 2005   | Mt. Lemmon Survey    |
| 452206 - | 2015 RB197               | 28 settembre 2006 | Spacewatch           |
| 452207 - | 2015 RA200               | 10 ottobre 2004   | Spacewatch           |
| 452208 - | 2015 RW200               | 28 ottobre 2008   | Mt. Lemmon Survey    |
| 452209 - | 2015 RZ200               | 13 aprile 2004    | Spacewatch           |
| 452210 - | 2015 RA201               | 24 febbraio 2009  | CSS                  |
| 452211 - | 2015 RE206               | 10 novembre 1996  | Spacewatch           |
| 452212 - | 2015 RN214               | 17 novembre 2006  | Spacewatch           |
| 452213 - | 2015 RC216               | 13 settembre 2005 | Spacewatch           |
| 452214 - | 2015 RZ216               | 25 ottobre 2005   | Spacewatch           |
| 452215 - | 2015 RN217               | 16 settembre 2006 | Spacewatch           |
| 452216 - | 2015 RP217               | 10 ottobre 1993   | Spacewatch           |
| 452217 - | 2015 RS217               | 27 febbraio 2006  | Spacewatch           |
| 452218 - | 2015 RO218               | 19 settembre 1996 | Spacewatch           |
| 452219 - | 2015 RN220               | 1º novembre 2010  | Mt. Lemmon Survey    |
| 452220 - | 2015 RT221               | 27 ottobre 2005   | Spacewatch           |
| 452221 - | 2015 RH230               | 15 aprile 2010    | Mt. Lemmon Survey    |
| 452222 - | 2015 RL234               | 26 gennaio 2006   | Spacewatch           |
| 452223 - | 2015 RN236               | 4 dicembre 2007   | Mt. Lemmon Survey    |
| 452224 - | 2015 RK237               | 23 gennaio 2006   | Mt. Lemmon Survey    |
| 452225 - | 2015 RZ237               | 27 ottobre 2008   | Mt. Lemmon Survey    |
| 452226 - | 2015 RA238               | 8 novembre 2010   | Mt. Lemmon Survey    |
| 452227 - | 2015 RJ238               | 5 dicembre 2010   | Spacewatch           |
| 452228 - | 2015 RY241               | 21 ottobre 2007   | Mt. Lemmon Survey    |
| 452229 - | 2015 RP242               | 1º febbraio 2006  | Spacewatch           |
| 452230 - | 2015 RV242               | 20 aprile 2009    | CSS                  |
| 452231 - | 2015 SD1                 | 10 giugno 2011    | Mt. Lemmon Survey    |
| 452232 - | 2015 SB5                 | 9 ottobre 2007    | Spacewatch           |
| 452233 - | 2015 SH5                 | 18 agosto 2009    | Spacewatch           |
| 452234 - | 2015 SL7                 | 30 dicembre 2008  | Mt. Lemmon Survey    |
| 452235 - | 2015 SX7                 | 29 giugno 1995    | Spacewatch           |
| 452236 - | 2015 SG10                | 8 febbraio 2007   | Mt. Lemmon Survey    |
| 452237 - | 2015 SO17                | 6 febbraio 2008   | CSS                  |
| 452238 - | 2015 SU18                | 27 agosto 2005    | LONEOS               |
| 452239 - | 2015 SZ19                | 5 ottobre 2005    | CSS                  |
| 452240 - | 2015 SD20                | 26 giugno 2003    | LINEAR               |
| 452241 - | 2015 TX1                 | 5 aprile 2000     | Spacewatch           |
| 452242 - | 2015 TQ2                 | 9 ottobre 2004    | Spacewatch           |
| 452243 - | 2015 TG3                 | 11 ottobre 2004   | Spacewatch           |
| 452244 - | 2015 TC18                | 16 dicembre 2004  | LONEOS               |
| 452245 - | 2015 TX22                | 25 aprile 2007    | Mt. Lemmon Survey    |
| 452246 - | 2015 TU76                | 18 novembre 2006  | Spacewatch           |
| 452247 - | 2015 TH79                | 7 aprile 2013     | Mt. Lemmon Survey    |
| 452248 - | 2015 TG84                | 11 giugno 2011    | Mt. Lemmon Survey    |
| 452249 - | 2015 TH94                | 23 agosto 2008    | Siding Spring Survey |
| 452250 - | 2015 TB101               | 11 maggio 2010    | Mt. Lemmon Survey    |
| 452251 - | 2015 TC101               | 1º settembre 2010 | Mt. Lemmon Survey    |
| 452252 - | 2015 TJ103               | 9 dicembre 2004   | Spacewatch           |
| 452253 - | 2015 TB117               | 17 gennaio 2010   | WISE                 |
| 452254 - | 2015 TU118               | 1º febbraio 2012  | Spacewatch           |
| 452255 - | 2015 TS119               | 7 febbraio 1999   | Spacewatch           |
| 452256 - | 2015 TK120               | 14 febbraio 2010  | WISE                 |
| 452257 - | 2015 TW121               | 11 febbraio 2008  | Mt. Lemmon Survey    |
| 452258 - | 2015 TC122               | 19 gennaio 1994   | Spacewatch           |
| 452259 - | 2015 TM127               | 3 febbraio 2000   | Spacewatch           |
| 452260 - | 2015 TY127               | 17 maggio 2002    | Spacewatch           |
| 452261 - | 2015 TO128               | 20 febbraio 2009  | Spacewatch           |
| 452262 - | 2015 TL132               | 25 novembre 2005  | CSS                  |
| 452263 - | 2015 TY135               | 12 maggio 2007    | Mt. Lemmon Survey    |
| 452264 - | 2015 TH138               | 1º dicembre 2005  | Spacewatch           |
| 452265 - | 2015 TG139               | 25 gennaio 2006   | Spacewatch           |
| 452266 - | 2015 TX142               | 15 marzo 2007     | Spacewatch           |
| 452267 - | 2015 TZ142               | 8 novembre 2007   | Mt. Lemmon Survey    |
| 452268 - | 2015 TU145               | 9 ottobre 2004    | Spacewatch           |
| 452269 - | 2015 TX145               | 14 febbraio 2004  | Spacewatch           |
| 452270 - | 2015 TD146               | 7 settembre 2004  | Spacewatch           |
| 452271 - | 2015 TA148               | 23 ottobre 2011   | Spacewatch           |
| 452272 - | 2015 TR150               | 11 settembre 2004 | Spacewatch           |
| 452273 - | 2015 TG156               | 4 gennaio 2006    | Spacewatch           |
| 452274 - | 2015 TE158               | 18 novembre 2007  | Spacewatch           |
| 452275 - | 2015 TP161               | 7 aprile 2005     | Spacewatch           |
| 452276 - | 2015 TB169               | 29 dicembre 2008  | Mt. Lemmon Survey    |
| 452277 - | 2015 TM169               | 4 aprile 2008     | Spacewatch           |
| 452278 - | 2015 TN169               | 11 aprile 2003    | Spacewatch           |
| 452279 - | 2015 TP174               | 31 dicembre 2008  | Spacewatch           |
| 452280 - | 2015 TK179               | 22 giugno 2011    | Mt. Lemmon Survey    |
| 452281 - | 2015 TU179               | 1º aprile 2008    | Spacewatch           |
| 452282 - | 2015 TU199               | 16 febbraio 2001  | Spacewatch           |
| 452283 - | 2015 TX199               | 30 ottobre 2005   | Mt. Lemmon Survey    |
| 452284 - | 2015 TA202               | 11 novembre 2010  | CSS                  |
| 452285 - | 2015 TS206               | 4 ottobre 2004    | Spacewatch           |
| 452286 - | 2015 TE208               | 9 settembre 2004  | LONEOS               |
| 452287 - | 2015 TC209               | 3 aprile 2000     | Spacewatch           |
| 452288 - | 2015 TD209               | 13 febbraio 2004  | Spacewatch           |
| 452289 - | 2015 TW209               | 7 febbraio 2002   | Spacewatch           |
| 452290 - | 2015 TF210               | 3 novembre 2004   | Spacewatch           |
| 452291 - | 2015 TP223               | 4 ottobre 2004    | Spacewatch           |
| 452292 - | 2015 TS223               | 1º novembre 2000  | LINEAR               |
| 452293 - | 2015 TF225               | 8 aprile 2010     | WISE                 |
| 452294 - | 2015 TZ234               | 3 settembre 2008  | Spacewatch           |
| 452295 - | 2015 TO239               | 16 dicembre 2003  | Spacewatch           |
| 452296 - | 2015 TS239               | 30 aprile 2009    | Spacewatch           |
| 452297 - | 2015 TU304               | 8 ottobre 2008    | CSS                  |
| 452298 - | 2015 TW323               | 20 ottobre 2011   | Mt. Lemmon Survey    |
| 452299 - | 1993 TX47                | 12 ottobre 1993   | Elst, E. W.          |
| 452300 - | 1994 TC6                 | 4 ottobre 1994    | Spacewatch           |

## 452301-452400
| Nome             | Designazione provvisoria | Data di scoperta  | Scopritore               |
| ---------------- | ------------------------ | ----------------- | ------------------------ |
| 452301 -         | 1994 UU9                 | 28 ottobre 1994   | Spacewatch               |
| 452302 -         | 1995 YR1                 | 20 dicembre 1995  | Spacewatch               |
| 452303 -         | 1996 RL1                 | 9 settembre 1996  | Comba, P. G.             |
| 452304 -         | 1996 VC33                | 5 novembre 1996   | Spacewatch               |
| 452305 -         | 1997 BN7                 | 31 gennaio 1997   | Spacewatch               |
| 452306 -         | 1997 GF29                | 12 aprile 1997    | Spacewatch               |
| 452307 Manawydan | 1997 XV11                | 5 dicembre 1997   | ODAS                     |
| 452308 -         | 1998 SE34                | 26 settembre 1998 | LINEAR                   |
| 452309 -         | 1998 SA150               | 26 settembre 1998 | LINEAR                   |
| 452310 -         | 1998 UA14                | 23 ottobre 1998   | Spacewatch               |
| 452311 -         | 1998 VS41                | 14 novembre 1998  | Spacewatch               |
| 452312 -         | 1998 VC43                | 15 novembre 1998  | Spacewatch               |
| 452313 -         | 1998 XR16                | 15 dicembre 1998  | LINEAR                   |
| 452314 -         | 1999 LN28                | 12 giugno 1999    | LINEAR                   |
| 452315 -         | 1999 VQ116               | 4 novembre 1999   | Spacewatch               |
| 452316 -         | 1999 XV110               | 5 dicembre 1999   | CSS                      |
| 452317 -         | 1999 XK219               | 15 dicembre 1999  | Spacewatch               |
| 452318 -         | 1999 XE260               | 7 dicembre 1999   | Spacewatch               |
| 452319 -         | 2000 AC44                | 2 gennaio 2000    | Spacewatch               |
| 452320 -         | 2000 ER15                | 3 marzo 2000      | Spacewatch               |
| 452321 -         | 2000 FP73                | 25 marzo 2000     | Spacewatch               |
| 452322 -         | 2000 GG121               | 5 aprile 2000     | Spacewatch               |
| 452323 -         | 2000 KQ39                | 24 maggio 2000    | Spacewatch               |
| 452324 -         | 2000 SZ99                | 23 settembre 2000 | LINEAR                   |
| 452325 -         | 2000 SC129               | 26 settembre 2000 | LINEAR                   |
| 452326 -         | 2000 SY129               | 22 settembre 2000 | LINEAR                   |
| 452327 -         | 2000 SX162               | 27 settembre 2000 | Spacewatch               |
| 452328 -         | 2000 SR163               | 24 settembre 2000 | LINEAR                   |
| 452329 -         | 2000 SL166               | 23 settembre 2000 | LINEAR                   |
| 452330 -         | 2000 SJ314               | 28 settembre 2000 | LINEAR                   |
| 452331 -         | 2000 WC159               | 24 novembre 2000  | Bickel, W.               |
| 452332 -         | 2001 BG29                | 20 gennaio 2001   | LINEAR                   |
| 452333 -         | 2001 JO                  | 2 maggio 2001     | NEAT                     |
| 452334 -         | 2001 LB                  | 1º giugno 2001    | LINEAR                   |
| 452335 -         | 2001 OF113               | 21 luglio 2001    | NEAT                     |
| 452336 -         | 2001 QU218               | 23 agosto 2001    | LONEOS                   |
| 452337 -         | 2001 RB22                | 7 settembre 2001  | LINEAR                   |
| 452338 -         | 2001 RY60                | 12 settembre 2001 | LINEAR                   |
| 452339 -         | 2001 RY152               | 11 settembre 2001 | LINEAR                   |
| 452340 -         | 2001 ST127               | 24 agosto 2001    | LINEAR                   |
| 452341 -         | 2001 SE133               | 16 settembre 2001 | LINEAR                   |
| 452342 -         | 2001 SN158               | 17 settembre 2001 | LINEAR                   |
| 452343 -         | 2001 SD194               | 19 settembre 2001 | LINEAR                   |
| 452344 -         | 2001 SP202               | 19 settembre 2001 | LINEAR                   |
| 452345 -         | 2001 SU202               | 19 settembre 2001 | LINEAR                   |
| 452346 -         | 2001 SM285               | 22 settembre 2001 | Spacewatch               |
| 452347 -         | 2001 SW339               | 21 settembre 2001 | LONEOS                   |
| 452348 -         | 2001 TG45                | 14 ottobre 2001   | Needville                |
| 452349 -         | 2001 TA109               | 14 ottobre 2001   | LINEAR                   |
| 452350 -         | 2001 TH165               | 15 ottobre 2001   | NEAT                     |
| 452351 -         | 2001 TT188               | 14 ottobre 2001   | LINEAR                   |
| 452352 -         | 2001 TV212               | 25 settembre 2001 | LINEAR                   |
| 452353 -         | 2001 UR15                | 25 ottobre 2001   | Yeung, W. K. Y.          |
| 452354 -         | 2001 UR54                | 18 ottobre 2001   | LINEAR                   |
| 452355 -         | 2001 UA106               | 20 ottobre 2001   | LINEAR                   |
| 452356 -         | 2001 UA147               | 23 ottobre 2001   | LINEAR                   |
| 452357 -         | 2001 UX189               | 18 ottobre 2001   | NEAT                     |
| 452358 -         | 2001 UC191               | 20 settembre 2001 | Spacewatch               |
| 452359 -         | 2001 UH216               | 24 ottobre 2001   | Spacewatch               |
| 452360 -         | 2001 VX51                | 20 settembre 2001 | LINEAR                   |
| 452361 -         | 2001 VD63                | 10 novembre 2001  | LINEAR                   |
| 452362 -         | 2001 VH125               | 15 novembre 2001  | LINEAR                   |
| 452363 -         | 2001 WO18                | 17 novembre 2001  | LINEAR                   |
| 452364 -         | 2001 WM46                | 19 novembre 2001  | LINEAR                   |
| 452365 -         | 2001 WM102               | 20 novembre 2001  | Spacewatch               |
| 452366 -         | 2001 XL4                 | 10 dicembre 2001  | LINEAR                   |
| 452367 -         | 2001 XV102               | 14 dicembre 2001  | LINEAR                   |
| 452368 -         | 2001 XU141               | 11 novembre 2001  | LINEAR                   |
| 452369 -         | 2001 XF167               | 14 dicembre 2001  | LINEAR                   |
| 452370 -         | 2001 XD223               | 15 dicembre 2001  | LINEAR                   |
| 452371 -         | 2001 XR251               | 14 dicembre 2001  | LINEAR                   |
| 452372 -         | 2001 YW1                 | 18 dicembre 2001  | LINEAR                   |
| 452373 -         | 2001 YX6                 | 17 dicembre 2001  | LINEAR                   |
| 452374 -         | 2001 YY61                | 18 dicembre 2001  | LINEAR                   |
| 452375 -         | 2001 YV158               | 18 dicembre 2001  | Sloan Digital Sky Survey |
| 452376 -         | 2002 AC5                 | 8 gennaio 2002    | LINEAR                   |
| 452377 -         | 2002 AC39                | 9 gennaio 2002    | LINEAR                   |
| 452378 -         | 2002 AD140               | 13 gennaio 2002   | LINEAR                   |
| 452379 -         | 2002 CW39                | 4 febbraio 2002   | NEAT                     |
| 452380 -         | 2002 CF113               | 6 febbraio 2002   | LINEAR                   |
| 452381 -         | 2002 CR159               | 7 febbraio 2002   | LINEAR                   |
| 452382 -         | 2002 CT176               | 14 gennaio 2002   | LINEAR                   |
| 452383 -         | 2002 CQ295               | 10 febbraio 2002  | LINEAR                   |
| 452384 -         | 2002 EV8                 | 12 marzo 2002     | NEAT                     |
| 452385 -         | 2002 LX3                 | 20 marzo 2002     | Spacewatch               |
| 452386 -         | 2002 LM38                | 5 maggio 2002     | Spacewatch               |
| 452387 -         | 2002 LW62                | 13 giugno 2002    | NEAT                     |
| 452388 -         | 2002 NT3                 | 9 luglio 2002     | NEAT                     |
| 452389 -         | 2002 NW16                | 13 luglio 2002    | LINEAR                   |
| 452390 -         | 2002 ND56                | 14 luglio 2002    | NEAT                     |
| 452391 -         | 2002 NB67                | 8 luglio 2002     | NEAT                     |
| 452392 -         | 2002 PS39                | 7 agosto 2002     | NEAT                     |
| 452393 -         | 2002 PB88                | 12 agosto 2002    | LINEAR                   |
| 452394 -         | 2002 PO99                | 14 agosto 2002    | LINEAR                   |
| 452395 -         | 2002 PC107               | 12 agosto 2002    | LINEAR                   |
| 452396 -         | 2002 PM112               | 8 agosto 2002     | NEAT                     |
| 452397 -         | 2002 PD130               | 14 agosto 2002    | NEAT                     |
| 452398 -         | 2002 PS157               | 8 agosto 2002     | Hönig, S. F.             |
| 452399 -         | 2002 PW183               | 7 agosto 2002     | NEAT                     |
| 452400 -         | 2002 QY121               | 16 agosto 2002    | NEAT                     |

## 452401-452500
| Nome     | Designazione provvisoria | Data di scoperta  | Scopritore                   |
| -------- | ------------------------ | ----------------- | ---------------------------- |
| 452401 - | 2002 QO144               | 28 ottobre 1994   | Spacewatch                   |
| 452402 - | 2002 RD95                | 5 settembre 2002  | LINEAR                       |
| 452403 - | 2002 RY151               | 12 settembre 2002 | NEAT                         |
| 452404 - | 2002 RH182               | 11 settembre 2002 | NEAT                         |
| 452405 - | 2002 RU208               | 7 settembre 2002  | LINEAR                       |
| 452406 - | 2002 RQ247               | 15 settembre 2002 | NEAT                         |
| 452407 - | 2002 SW                  | 23 settembre 2002 | NEAT                         |
| 452408 - | 2002 SU66                | 16 settembre 2002 | NEAT                         |
| 452409 - | 2002 SH71                | 26 settembre 2002 | NEAT                         |
| 452410 - | 2002 SQ73                | 16 settembre 2002 | NEAT                         |
| 452411 - | 2002 TW6                 | 1º ottobre 2002   | LONEOS                       |
| 452412 - | 2002 TG91                | 3 ottobre 2002    | NEAT                         |
| 452413 - | 2002 TX91                | 2 ottobre 2002    | LINEAR                       |
| 452414 - | 2002 TO126               | 4 ottobre 2002    | LINEAR                       |
| 452415 - | 2002 TL181               | 3 ottobre 2002    | LINEAR                       |
| 452416 - | 2002 UA2                 | 25 ottobre 2002   | NEAT                         |
| 452417 - | 2002 UF29                | 31 ottobre 2002   | LINEAR                       |
| 452418 - | 2002 VF24                | 5 novembre 2002   | LINEAR                       |
| 452419 - | 2002 VQ85                | 11 novembre 2002  | LINEAR                       |
| 452420 - | 2002 VU91                | 6 novembre 2002   | LONEOS                       |
| 452421 - | 2002 VX99                | 13 novembre 2002  | NEAT                         |
| 452422 - | 2002 VB117               | 13 novembre 2002  | NEAT                         |
| 452423 - | 2002 VD147               | 4 novembre 2002   | NEAT                         |
| 452424 - | 2002 WS4                 | 21 novembre 2002  | NEAT                         |
| 452425 - | 2002 XW70                | 10 dicembre 2002  | LINEAR                       |
| 452426 - | 2002 YR12                | 14 dicembre 2002  | LINEAR                       |
| 452427 - | 2003 AA52                | 5 gennaio 2003    | LINEAR                       |
| 452428 - | 2003 BW22                | 25 gennaio 2003   | NEAT                         |
| 452429 - | 2003 BE29                | 27 gennaio 2003   | LONEOS                       |
| 452430 - | 2003 BS71                | 28 gennaio 2003   | LINEAR                       |
| 452431 - | 2003 CL8                 | 1º febbraio 2003  | NEAT                         |
| 452432 - | 2003 EA30                | 6 marzo 2003      | NEAT                         |
| 452433 - | 2003 FS22                | 26 marzo 2003     | Spacewatch                   |
| 452434 - | 2003 FC45                | 24 marzo 2003     | Spacewatch                   |
| 452435 - | 2003 GB                  | 11 marzo 2003     | LINEAR                       |
| 452436 - | 2003 HJ13                | 24 aprile 2003    | Spacewatch                   |
| 452437 - | 2003 KW33                | 27 maggio 2003    | Spacewatch                   |
| 452438 - | 2003 QG2                 | 20 agosto 2003    | LINEAR                       |
| 452439 - | 2003 QC68                | 25 agosto 2003    | LINEAR                       |
| 452440 - | 2003 QM74                | 24 agosto 2003    | LINEAR                       |
| 452441 - | 2003 QU112               | 21 agosto 2003    | LINEAR                       |
| 452442 - | 2003 SD29                | 18 settembre 2003 | NEAT                         |
| 452443 - | 2003 SN72                | 18 settembre 2003 | Spacewatch                   |
| 452444 - | 2003 SQ111               | 20 settembre 2003 | LINEAR                       |
| 452445 - | 2003 ST113               | 16 settembre 2003 | Spacewatch                   |
| 452446 - | 2003 SC118               | 16 settembre 2003 | NEAT                         |
| 452447 - | 2003 SE203               | 22 settembre 2003 | LONEOS                       |
| 452448 - | 2003 SG205               | 23 settembre 2003 | NEAT                         |
| 452449 - | 2003 SM216               | 26 settembre 2003 | LINEAR                       |
| 452450 - | 2003 SK292               | 25 settembre 2003 | NEAT                         |
| 452451 - | 2003 SX312               | 17 settembre 2003 | NEAT                         |
| 452452 - | 2003 SU331               | 27 settembre 2003 | Spacewatch                   |
| 452453 - | 2003 SG338               | 26 settembre 2003 | Sloan Digital Sky Survey     |
| 452454 - | 2003 SE341               | 16 settembre 2003 | Spacewatch                   |
| 452455 - | 2003 SR352               | 19 settembre 2003 | CINEOS                       |
| 452456 - | 2003 SQ373               | 26 settembre 2003 | Sloan Digital Sky Survey     |
| 452457 - | 2003 SD432               | 18 settembre 2003 | Spacewatch                   |
| 452458 - | 2003 TH1                 | 4 ottobre 2003    | McClusky, J. V.              |
| 452459 - | 2003 UN2                 | 16 ottobre 2003   | Spacewatch                   |
| 452460 - | 2003 UY119               | 18 ottobre 2003   | Spacewatch                   |
| 452461 - | 2003 UM165               | 21 ottobre 2003   | Spacewatch                   |
| 452462 - | 2003 UC240               | 24 ottobre 2003   | Spacewatch                   |
| 452463 - | 2003 UY287               | 1º ottobre 2003   | Spacewatch                   |
| 452464 - | 2003 UH379               | 22 ottobre 2003   | Sloan Digital Sky Survey     |
| 452465 - | 2003 VX8                 | 15 novembre 2003  | Spacewatch                   |
| 452466 - | 2003 WM16                | 18 novembre 2003  | NEAT                         |
| 452467 - | 2003 WN31                | 18 novembre 2003  | NEAT                         |
| 452468 - | 2003 WM158               | 28 settembre 2003 | Yeung, W. K. Y.              |
| 452469 - | 2003 YP8                 | 19 dicembre 2003  | Spacewatch                   |
| 452470 - | 2003 YG41                | 19 dicembre 2003  | Spacewatch                   |
| 452471 - | 2003 YZ180               | 18 dicembre 2003  | NEAT                         |
| 452472 - | 2004 AY14                | 15 gennaio 2004   | Spacewatch                   |
| 452473 - | 2004 BT10                | 17 gennaio 2004   | NEAT                         |
| 452474 - | 2004 BG11                | 18 gennaio 2004   | CSS                          |
| 452475 - | 2004 BW15                | 18 gennaio 2004   | NEAT                         |
| 452476 - | 2004 BZ81                | 27 gennaio 2004   | Spacewatch                   |
| 452477 - | 2004 BM84                | 25 gennaio 2004   | NEAT                         |
| 452478 - | 2004 BL115               | 30 gennaio 2004   | LINEAR                       |
| 452479 - | 2004 BR115               | 22 gennaio 2004   | LINEAR                       |
| 452480 - | 2004 CG40                | 2 febbraio 2004   | LINEAR                       |
| 452481 - | 2004 CG58                | 14 febbraio 2004  | LINEAR                       |
| 452482 - | 2004 CM103               | 12 febbraio 2004  | NEAT                         |
| 452483 - | 2004 DR34                | 24 gennaio 2004   | LINEAR                       |
| 452484 - | 2004 DN35                | 19 febbraio 2004  | LINEAR                       |
| 452485 - | 2004 DB64                | 29 febbraio 2004  | Spacewatch                   |
| 452486 - | 2004 EU44                | 15 marzo 2004     | Spacewatch                   |
| 452487 - | 2004 FB1                 | 17 marzo 2004     | Ryan, W. H., Martinez, C. T. |
| 452488 - | 2004 FW25                | 17 marzo 2004     | LINEAR                       |
| 452489 - | 2004 FN38                | 17 marzo 2004     | LINEAR                       |
| 452490 - | 2004 FA126               | 27 marzo 2004     | LINEAR                       |
| 452491 - | 2004 FB131               | 22 marzo 2004     | LONEOS                       |
| 452492 - | 2004 GH29                | 12 aprile 2004    | LONEOS                       |
| 452493 - | 2004 GS56                | 13 aprile 2004    | Spacewatch                   |
| 452494 - | 2004 HX32                | 21 aprile 2004    | Spacewatch                   |
| 452495 - | 2004 PO22                | 16 luglio 2004    | CINEOS                       |
| 452496 - | 2004 PZ33                | 8 agosto 2004     | LONEOS                       |
| 452497 - | 2004 PW63                | 10 agosto 2004    | LINEAR                       |
| 452498 - | 2004 QG1                 | 19 agosto 2004    | LINEAR                       |
| 452499 - | 2004 QP10                | 21 agosto 2004    | Siding Spring Survey         |
| 452500 - | 2004 RW9                 | 7 settembre 2004  | LINEAR                       |

## 452501-452600
| Nome     | Designazione provvisoria | Data di scoperta  | Scopritore           |
| -------- | ------------------------ | ----------------- | -------------------- |
| 452501 - | 2004 RN28                | 10 agosto 2004    | LINEAR               |
| 452502 - | 2004 RT52                | 8 settembre 2004  | LINEAR               |
| 452503 - | 2004 RT84                | 17 agosto 2004    | LINEAR               |
| 452504 - | 2004 RF91                | 8 settembre 2004  | LINEAR               |
| 452505 - | 2004 RL99                | 23 agosto 2004    | Spacewatch           |
| 452506 - | 2004 RS178               | 22 agosto 2004    | Spacewatch           |
| 452507 - | 2004 RL179               | 11 agosto 2004    | LINEAR               |
| 452508 - | 2004 RM184               | 22 agosto 2004    | Spacewatch           |
| 452509 - | 2004 RU185               | 10 settembre 2004 | LINEAR               |
| 452510 - | 2004 RO203               | 11 settembre 2004 | Spacewatch           |
| 452511 - | 2004 RD251               | 14 settembre 2004 | LINEAR               |
| 452512 - | 2004 RL265               | 10 settembre 2004 | Spacewatch           |
| 452513 - | 2004 RZ266               | 11 settembre 2004 | Spacewatch           |
| 452514 - | 2004 RU291               | 10 settembre 2004 | LINEAR               |
| 452515 - | 2004 RC301               | 11 settembre 2004 | Spacewatch           |
| 452516 - | 2004 RW321               | 13 settembre 2004 | LINEAR               |
| 452517 - | 2004 RY335               | 15 settembre 2004 | Spacewatch           |
| 452518 - | 2004 RA356               | 7 settembre 2004  | Spacewatch           |
| 452519 - | 2004 SJ53                | 10 settembre 2004 | LINEAR               |
| 452520 - | 2004 TK4                 | 4 ottobre 2004    | Spacewatch           |
| 452521 - | 2004 TW16                | 9 ottobre 2004    | LINEAR               |
| 452522 - | 2004 TO40                | 4 ottobre 2004    | Spacewatch           |
| 452523 - | 2004 TT53                | 4 ottobre 2004    | Spacewatch           |
| 452524 - | 2004 TL58                | 5 ottobre 2004    | Spacewatch           |
| 452525 - | 2004 TT71                | 6 ottobre 2004    | Spacewatch           |
| 452526 - | 2004 TJ76                | 7 ottobre 2004    | Spacewatch           |
| 452527 - | 2004 TN77                | 7 ottobre 2004    | Spacewatch           |
| 452528 - | 2004 TP83                | 5 ottobre 2004    | Spacewatch           |
| 452529 - | 2004 TP95                | 17 settembre 2004 | Spacewatch           |
| 452530 - | 2004 TY95                | 5 ottobre 2004    | Spacewatch           |
| 452531 - | 2004 TQ143               | 4 ottobre 2004    | Spacewatch           |
| 452532 - | 2004 TV152               | 6 ottobre 2004    | Spacewatch           |
| 452533 - | 2004 TC164               | 6 ottobre 2004    | Spacewatch           |
| 452534 - | 2004 TG175               | 9 ottobre 2004    | LINEAR               |
| 452535 - | 2004 TM201               | 7 ottobre 2004    | Spacewatch           |
| 452536 - | 2004 TM211               | 8 ottobre 2004    | Spacewatch           |
| 452537 - | 2004 TF215               | 10 ottobre 2004   | Spacewatch           |
| 452538 - | 2004 TX265               | 9 ottobre 2004    | Spacewatch           |
| 452539 - | 2004 TZ272               | 9 ottobre 2004    | Spacewatch           |
| 452540 - | 2004 TH275               | 9 ottobre 2004    | Spacewatch           |
| 452541 - | 2004 TT335               | 10 ottobre 2004   | Spacewatch           |
| 452542 - | 2004 TD343               | 13 ottobre 2004   | Spacewatch           |
| 452543 - | 2004 TC369               | 14 ottobre 2004   | Spacewatch           |
| 452544 - | 2004 UX4                 | 16 ottobre 2004   | LINEAR               |
| 452545 - | 2004 VB14                | 4 novembre 2004   | LINEAR               |
| 452546 - | 2004 VD37                | 24 ottobre 2004   | Spacewatch           |
| 452547 - | 2004 VD66                | 4 novembre 2004   | Spacewatch           |
| 452548 - | 2004 VC81                | 9 ottobre 2004    | Spacewatch           |
| 452549 - | 2004 WS                  | 3 novembre 2004   | LONEOS               |
| 452550 - | 2004 WG6                 | 19 novembre 2004  | LINEAR               |
| 452551 - | 2004 XV29                | 10 dicembre 2004  | LINEAR               |
| 452552 - | 2004 XJ68                | 3 dicembre 2004   | Spacewatch           |
| 452553 - | 2004 XC73                | 10 dicembre 2004  | LINEAR               |
| 452554 - | 2004 XC110               | 10 novembre 2004  | Spacewatch           |
| 452555 - | 2004 XR148               | 14 dicembre 2004  | LINEAR               |
| 452556 - | 2004 XW155               | 14 dicembre 2004  | LINEAR               |
| 452557 - | 2004 YO2                 | 16 dicembre 2004  | LINEAR               |
| 452558 - | 2004 YL12                | 18 dicembre 2004  | Mt. Lemmon Survey    |
| 452559 - | 2004 YV26                | 19 dicembre 2004  | Mt. Lemmon Survey    |
| 452560 - | 2004 YU27                | 16 dicembre 2004  | Spacewatch           |
| 452561 - | 2005 AB                  | 1º gennaio 2005   | CSS                  |
| 452562 - | 2005 AM24                | 7 gennaio 2005    | CSS                  |
| 452563 - | 2005 AF31                | 11 gennaio 2005   | LINEAR               |
| 452564 - | 2005 AX37                | 13 gennaio 2005   | Spacewatch           |
| 452565 - | 2005 AW65                | 13 gennaio 2005   | Spacewatch           |
| 452566 - | 2005 AJ68                | 13 gennaio 2005   | CSS                  |
| 452567 - | 2005 AX72                | 19 dicembre 2004  | Mt. Lemmon Survey    |
| 452568 - | 2005 BM15                | 16 gennaio 2005   | Spacewatch           |
| 452569 - | 2005 BK36                | 16 gennaio 2005   | Veillet, C.          |
| 452570 - | 2005 CV7                 | 7 gennaio 2005    | CSS                  |
| 452571 - | 2005 CF24                | 2 febbraio 2005   | CSS                  |
| 452572 - | 2005 CV26                | 1º febbraio 2005  | Spacewatch           |
| 452573 - | 2005 DU1                 | 28 febbraio 2005  | LINEAR               |
| 452574 - | 2005 ES36                | 4 marzo 2005      | LINEAR               |
| 452575 - | 2005 EK109               | 4 marzo 2005      | LINEAR               |
| 452576 - | 2005 EU162               | 10 marzo 2005     | Mt. Lemmon Survey    |
| 452577 - | 2005 EA189               | 10 marzo 2005     | Siding Spring Survey |
| 452578 - | 2005 EV221               | 18 gennaio 1999   | Spacewatch           |
| 452579 - | 2005 EB276               | 8 marzo 2005      | CSS                  |
| 452580 - | 2005 GW49                | 5 aprile 2005     | Mt. Lemmon Survey    |
| 452581 - | 2005 GZ112               | 10 marzo 2005     | CSS                  |
| 452582 - | 2005 GM130               | 7 aprile 2005     | Spacewatch           |
| 452583 - | 2005 JF47                | 3 maggio 2005     | Spacewatch           |
| 452584 - | 2005 JE58                | 14 aprile 2005    | Spacewatch           |
| 452585 - | 2005 JG61                | 8 maggio 2005     | Spacewatch           |
| 452586 - | 2005 JP71                | 7 maggio 2005     | Spacewatch           |
| 452587 - | 2005 JH79                | 10 maggio 2005    | Mt. Lemmon Survey    |
| 452588 - | 2005 JM95                | 8 maggio 2005     | Mt. Lemmon Survey    |
| 452589 - | 2005 JF103               | 9 maggio 2005     | Spacewatch           |
| 452590 - | 2005 JO118               | 10 maggio 2005    | Spacewatch           |
| 452591 - | 2005 JC134               | 14 maggio 2005    | Mt. Lemmon Survey    |
| 452592 - | 2005 JJ177               | 11 maggio 2005    | Spacewatch           |
| 452593 - | 2005 LO                  | 1º giugno 2005    | Mt. Lemmon Survey    |
| 452594 - | 2005 LA3                 | 3 giugno 2005     | Spacewatch           |
| 452595 - | 2005 LB9                 | 1º giugno 2005    | Mt. Lemmon Survey    |
| 452596 - | 2005 LE11                | 3 giugno 2005     | Spacewatch           |
| 452597 - | 2005 LW13                | 4 giugno 2005     | Spacewatch           |
| 452598 - | 2005 LK35                | 10 giugno 2005    | Spacewatch           |
| 452599 - | 2005 MT25                | 27 giugno 2005    | Spacewatch           |
| 452600 - | 2005 MY36                | 30 giugno 2005    | CSS                  |

## 452601-452700
| Nome     | Designazione provvisoria | Data di scoperta  | Scopritore           |
| -------- | ------------------------ | ----------------- | -------------------- |
| 452601 - | 2005 NZ3                 | 11 novembre 2001  | Spacewatch           |
| 452602 - | 2005 NJ7                 | 3 luglio 2005     | Mt. Lemmon Survey    |
| 452603 - | 2005 NN31                | 4 luglio 2005     | Mt. Lemmon Survey    |
| 452604 - | 2005 NA35                | 5 luglio 2005     | Spacewatch           |
| 452605 - | 2005 NW78                | 12 luglio 2005    | Mt. Lemmon Survey    |
| 452606 - | 2005 NV92                | 15 giugno 2005    | Mt. Lemmon Survey    |
| 452607 - | 2005 OO1                 | 26 luglio 2005    | NEAT                 |
| 452608 - | 2005 PU                  | 17 giugno 2005    | Mt. Lemmon Survey    |
| 452609 - | 2005 PR15                | 4 agosto 2005     | NEAT                 |
| 452610 - | 2005 QD27                | 27 agosto 2005    | Spacewatch           |
| 452611 - | 2005 QZ53                | 28 agosto 2005    | Spacewatch           |
| 452612 - | 2005 QM80                | 28 agosto 2005    | LONEOS               |
| 452613 - | 2005 QD92                | 26 agosto 2005    | LONEOS               |
| 452614 - | 2005 QA123               | 28 agosto 2005    | Spacewatch           |
| 452615 - | 2005 QM123               | 28 agosto 2005    | Spacewatch           |
| 452616 - | 2005 QM128               | 28 agosto 2005    | Spacewatch           |
| 452617 - | 2005 QX147               | 28 agosto 2005    | Siding Spring Survey |
| 452618 - | 2005 RT                  | 1º settembre 2005 | LONEOS               |
| 452619 - | 2005 RZ31                | 30 agosto 2005    | Spacewatch           |
| 452620 - | 2005 SQ25                | 28 agosto 2005    | Spacewatch           |
| 452621 - | 2005 SZ47                | 24 settembre 2005 | Spacewatch           |
| 452622 - | 2005 SB49                | 24 settembre 2005 | Spacewatch           |
| 452623 - | 2005 SZ66                | 27 settembre 2005 | Spacewatch           |
| 452624 - | 2005 SW100               | 25 settembre 2005 | Spacewatch           |
| 452625 - | 2005 SV126               | 29 settembre 2005 | Mt. Lemmon Survey    |
| 452626 - | 2005 SA168               | 12 luglio 2005    | Spacewatch           |
| 452627 - | 2005 SA174               | 29 settembre 2005 | LONEOS               |
| 452628 - | 2005 SK241               | 30 settembre 2005 | Spacewatch           |
| 452629 - | 2005 SJ254               | 22 settembre 2005 | NEAT                 |
| 452630 - | 2005 SZ281               | 24 settembre 2005 | Becker, A. C.        |
| 452631 - | 2005 TT29                | 3 ottobre 2005    | CSS                  |
| 452632 - | 2005 TA42                | 3 ottobre 2005    | CSS                  |
| 452633 - | 2005 TM50                | 1º ottobre 2005   | CSS                  |
| 452634 - | 2005 TJ106               | 9 ottobre 2005    | Spacewatch           |
| 452635 - | 2005 TU122               | 29 settembre 2005 | Mt. Lemmon Survey    |
| 452636 - | 2005 TN126               | 7 ottobre 2005    | Spacewatch           |
| 452637 - | 2005 TZ156               | 29 settembre 2005 | Spacewatch           |
| 452638 - | 2005 TO191               | 1º ottobre 2005   | Spacewatch           |
| 452639 - | 2005 UY6                 | 29 ottobre 2005   | NEAT                 |
| 452640 - | 2005 UG66                | 22 ottobre 2005   | CSS                  |
| 452641 - | 2005 UP84                | 22 ottobre 2005   | Spacewatch           |
| 452642 - | 2005 UH85                | 22 ottobre 2005   | Spacewatch           |
| 452643 - | 2005 UJ115               | 23 ottobre 2005   | Spacewatch           |
| 452644 - | 2005 UK116               | 23 ottobre 2005   | CSS                  |
| 452645 - | 2005 UW128               | 24 ottobre 2005   | Spacewatch           |
| 452646 - | 2005 UZ129               | 24 ottobre 2005   | Spacewatch           |
| 452647 - | 2005 UK134               | 25 ottobre 2005   | LONEOS               |
| 452648 - | 2005 UZ142               | 25 ottobre 2005   | Mt. Lemmon Survey    |
| 452649 - | 2005 UN185               | 25 ottobre 2005   | Mt. Lemmon Survey    |
| 452650 - | 2005 UG228               | 25 ottobre 2005   | Spacewatch           |
| 452651 - | 2005 UP231               | 25 ottobre 2005   | Mt. Lemmon Survey    |
| 452652 - | 2005 UU258               | 25 ottobre 2005   | Spacewatch           |
| 452653 - | 2005 UE264               | 27 ottobre 2005   | Spacewatch           |
| 452654 - | 2005 UT334               | 29 ottobre 2005   | Mt. Lemmon Survey    |
| 452655 - | 2005 UO364               | 27 ottobre 2005   | Spacewatch           |
| 452656 - | 2005 UW406               | 12 ottobre 2005   | Spacewatch           |
| 452657 - | 2005 UA449               | 30 ottobre 2005   | Spacewatch           |
| 452658 - | 2005 UN472               | 30 ottobre 2005   | Spacewatch           |
| 452659 - | 2005 UZ487               | 23 ottobre 2005   | CSS                  |
| 452660 - | 2005 UU488               | 23 ottobre 2005   | CSS                  |
| 452661 - | 2005 UD512               | 29 ottobre 2005   | CSS                  |
| 452662 - | 2005 VE9                 | 24 ottobre 2005   | Spacewatch           |
| 452663 - | 2005 VS23                | 30 settembre 2005 | Mt. Lemmon Survey    |
| 452664 - | 2005 VA24                | 1º novembre 2005  | Spacewatch           |
| 452665 - | 2005 WX46                | 25 novembre 2005  | Spacewatch           |
| 452666 - | 2005 WP54                | 26 novembre 2005  | LINEAR               |
| 452667 - | 2005 WO66                | 22 novembre 2005  | Spacewatch           |
| 452668 - | 2005 WQ92                | 25 novembre 2005  | Mt. Lemmon Survey    |
| 452669 - | 2005 WH100               | 28 novembre 2005  | CSS                  |
| 452670 - | 2005 WU122               | 25 ottobre 2005   | Spacewatch           |
| 452671 - | 2005 WG133               | 25 novembre 2005  | Mt. Lemmon Survey    |
| 452672 - | 2005 WN143               | 22 novembre 2005  | Spacewatch           |
| 452673 - | 2005 WQ146               | 25 novembre 2005  | Spacewatch           |
| 452674 - | 2005 WU161               | 5 novembre 2005   | Spacewatch           |
| 452675 - | 2005 WD175               | 30 novembre 2005  | Spacewatch           |
| 452676 - | 2005 WP179               | 21 novembre 2005  | CSS                  |
| 452677 - | 2005 WS204               | 25 novembre 2005  | Mt. Lemmon Survey    |
| 452678 - | 2005 XC16                | 1º novembre 2005  | Mt. Lemmon Survey    |
| 452679 - | 2005 XZ20                | 29 ottobre 2005   | Spacewatch           |
| 452680 - | 2005 XA25                | 2 dicembre 2005   | Spacewatch           |
| 452681 - | 2005 XZ39                | 5 dicembre 2005   | Mt. Lemmon Survey    |
| 452682 - | 2005 XF44                | 2 dicembre 2005   | Spacewatch           |
| 452683 - | 2005 XB59                | 3 dicembre 2005   | Spacewatch           |
| 452684 - | 2005 XK59                | 3 dicembre 2005   | Spacewatch           |
| 452685 - | 2005 XT68                | 6 dicembre 2005   | Spacewatch           |
| 452686 - | 2005 XN71                | 2 dicembre 2005   | Spacewatch           |
| 452687 - | 2005 XX80                | 25 novembre 2005  | Mt. Lemmon Survey    |
| 452688 - | 2005 XC81                | 10 novembre 2005  | Mt. Lemmon Survey    |
| 452689 - | 2005 XF85                | 25 ottobre 2005   | Mt. Lemmon Survey    |
| 452690 - | 2005 XK116               | 1º dicembre 2005  | Spacewatch           |
| 452691 - | 2005 YW3                 | 23 dicembre 2005  | NEAT                 |
| 452692 - | 2005 YA12                | 30 novembre 2005  | Spacewatch           |
| 452693 - | 2005 YB21                | 24 dicembre 2005  | Spacewatch           |
| 452694 - | 2005 YA29                | 24 dicembre 2005  | Spacewatch           |
| 452695 - | 2005 YE31                | 22 dicembre 2005  | Spacewatch           |
| 452696 - | 2005 YL37                | 21 dicembre 2005  | CSS                  |
| 452697 - | 2005 YW53                | 24 dicembre 2005  | Spacewatch           |
| 452698 - | 2005 YR63                | 2 dicembre 2005   | Mt. Lemmon Survey    |
| 452699 - | 2005 YU64                | 9 maggio 2000     | Spacewatch           |
| 452700 - | 2005 YO72                | 24 dicembre 2005  | Spacewatch           |

## 452701-452800
| Nome     | Designazione provvisoria | Data di scoperta | Scopritore        |
| -------- | ------------------------ | ---------------- | ----------------- |
| 452701 - | 2005 YZ74                | 4 dicembre 2005  | Spacewatch        |
| 452702 - | 2005 YH79                | 24 dicembre 2005 | Spacewatch        |
| 452703 - | 2005 YN84                | 12 ottobre 2005  | Spacewatch        |
| 452704 - | 2005 YK88                | 25 dicembre 2005 | Mt. Lemmon Survey |
| 452705 - | 2005 YX92                | 27 dicembre 2005 | Mt. Lemmon Survey |
| 452706 - | 2005 YL103               | 1º dicembre 2005 | Spacewatch        |
| 452707 - | 2005 YA111               | 30 novembre 2005 | Mt. Lemmon Survey |
| 452708 - | 2005 YQ111               | 25 dicembre 2005 | Spacewatch        |
| 452709 - | 2005 YT120               | 27 dicembre 2005 | Spacewatch        |
| 452710 - | 2005 YA122               | 29 ottobre 2005  | Mt. Lemmon Survey |
| 452711 - | 2005 YA124               | 25 dicembre 2005 | Spacewatch        |
| 452712 - | 2005 YV130               | 25 dicembre 2005 | Mt. Lemmon Survey |
| 452713 - | 2005 YP136               | 26 dicembre 2005 | Spacewatch        |
| 452714 - | 2005 YY137               | 26 dicembre 2005 | Spacewatch        |
| 452715 - | 2005 YN159               | 27 dicembre 2005 | Spacewatch        |
| 452716 - | 2005 YS160               | 27 dicembre 2005 | Spacewatch        |
| 452717 - | 2005 YZ185               | 30 dicembre 2005 | Spacewatch        |
| 452718 - | 2005 YV187               | 28 dicembre 2005 | Spacewatch        |
| 452719 - | 2005 YD199               | 25 dicembre 2005 | Mt. Lemmon Survey |
| 452720 - | 2005 YJ199               | 25 dicembre 2005 | Spacewatch        |
| 452721 - | 2005 YT215               | 29 dicembre 2005 | Spacewatch        |
| 452722 - | 2005 YE253               | 29 dicembre 2005 | Spacewatch        |
| 452723 - | 2005 YA266               | 27 dicembre 2005 | Spacewatch        |
| 452724 - | 2005 YT275               | 21 dicembre 2005 | Spacewatch        |
| 452725 - | 2006 AX7                 | 7 ottobre 2005   | Mt. Lemmon Survey |
| 452726 - | 2006 AN36                | 4 gennaio 2006   | Spacewatch        |
| 452727 - | 2006 AR37                | 4 gennaio 2006   | Spacewatch        |
| 452728 - | 2006 AK40                | 30 dicembre 2005 | Spacewatch        |
| 452729 - | 2006 AR66                | 9 gennaio 2006   | Spacewatch        |
| 452730 - | 2006 AM85                | 28 ottobre 2005  | Mt. Lemmon Survey |
| 452731 - | 2006 AP91                | 7 gennaio 2006   | Mt. Lemmon Survey |
| 452732 - | 2006 AX105               | 8 gennaio 2006   | Mt. Lemmon Survey |
| 452733 - | 2006 BF21                | 22 gennaio 2006  | Mt. Lemmon Survey |
| 452734 - | 2006 BU25                | 23 gennaio 2006  | Healy, D.         |
| 452735 - | 2006 BG35                | 22 gennaio 2006  | Mt. Lemmon Survey |
| 452736 - | 2006 BP44                | 23 gennaio 2006  | Mt. Lemmon Survey |
| 452737 - | 2006 BS49                | 25 gennaio 2006  | Spacewatch        |
| 452738 - | 2006 BT63                | 10 gennaio 2006  | Spacewatch        |
| 452739 - | 2006 BC65                | 22 gennaio 2006  | Mt. Lemmon Survey |
| 452740 - | 2006 BJ69                | 23 gennaio 2006  | Spacewatch        |
| 452741 - | 2006 BJ108               | 25 gennaio 2006  | Spacewatch        |
| 452742 - | 2006 BF111               | 25 gennaio 2006  | Spacewatch        |
| 452743 - | 2006 BA132               | 26 gennaio 2006  | Spacewatch        |
| 452744 - | 2006 BH146               | 22 gennaio 2006  | Mt. Lemmon Survey |
| 452745 - | 2006 BL156               | 25 gennaio 2006  | Spacewatch        |
| 452746 - | 2006 BD160               | 26 gennaio 2006  | Spacewatch        |
| 452747 - | 2006 BA174               | 27 gennaio 2006  | Spacewatch        |
| 452748 - | 2006 BQ179               | 27 gennaio 2006  | Mt. Lemmon Survey |
| 452749 - | 2006 BQ186               | 28 gennaio 2006  | Mt. Lemmon Survey |
| 452750 - | 2006 BE192               | 30 gennaio 2006  | Spacewatch        |
| 452751 - | 2006 BA200               | 30 gennaio 2006  | Spacewatch        |
| 452752 - | 2006 BJ211               | 31 gennaio 2006  | Spacewatch        |
| 452753 - | 2006 BD221               | 25 gennaio 2006  | Spacewatch        |
| 452754 - | 2006 BV230               | 31 gennaio 2006  | Spacewatch        |
| 452755 - | 2006 BV246               | 31 gennaio 2006  | Spacewatch        |
| 452756 - | 2006 BB249               | 25 gennaio 2006  | Spacewatch        |
| 452757 - | 2006 BB256               | 31 gennaio 2006  | Spacewatch        |
| 452758 - | 2006 BT256               | 23 gennaio 2006  | Spacewatch        |
| 452759 - | 2006 BN260               | 31 gennaio 2006  | Spacewatch        |
| 452760 - | 2006 BQ264               | 4 gennaio 2006   | Mt. Lemmon Survey |
| 452761 - | 2006 BW269               | 8 gennaio 2006   | CSS               |
| 452762 - | 2006 BV283               | 23 gennaio 2006  | Mt. Lemmon Survey |
| 452763 - | 2006 CB8                 | 1º febbraio 2006 | Mt. Lemmon Survey |
| 452764 - | 2006 CB21                | 1º febbraio 2006 | Mt. Lemmon Survey |
| 452765 - | 2006 CR27                | 5 gennaio 2006   | Mt. Lemmon Survey |
| 452766 - | 2006 CQ35                | 18 gennaio 2006  | CSS               |
| 452767 - | 2006 CD37                | 20 gennaio 2006  | Spacewatch        |
| 452768 - | 2006 CC44                | 2 febbraio 2006  | Spacewatch        |
| 452769 - | 2006 CJ44                | 22 gennaio 2006  | Mt. Lemmon Survey |
| 452770 - | 2006 CA47                | 3 febbraio 2006  | Spacewatch        |
| 452771 - | 2006 CS66                | 13 dicembre 1999 | Spacewatch        |
| 452772 - | 2006 DB12                | 2 febbraio 2006  | Spacewatch        |
| 452773 - | 2006 DM14                | 22 febbraio 2006 | LONEOS            |
| 452774 - | 2006 DL17                | 1º febbraio 2006 | Spacewatch        |
| 452775 - | 2006 DW27                | 20 febbraio 2006 | Spacewatch        |
| 452776 - | 2006 DY39                | 2 febbraio 2006  | Mt. Lemmon Survey |
| 452777 - | 2006 DT45                | 20 febbraio 2006 | Spacewatch        |
| 452778 - | 2006 DL79                | 24 febbraio 2006 | Spacewatch        |
| 452779 - | 2006 DB90                | 24 febbraio 2006 | Spacewatch        |
| 452780 - | 2006 DC94                | 24 febbraio 2006 | Spacewatch        |
| 452781 - | 2006 DY112               | 27 febbraio 2006 | Spacewatch        |
| 452782 - | 2006 DT140               | 25 febbraio 2006 | Spacewatch        |
| 452783 - | 2006 DE215               | 21 febbraio 2006 | Mt. Lemmon Survey |
| 452784 - | 2006 EZ63                | 5 marzo 2006     | Spacewatch        |
| 452785 - | 2006 EV64                | 5 marzo 2006     | Spacewatch        |
| 452786 - | 2006 ED73                | 4 marzo 2006     | Mt. Lemmon Survey |
| 452787 - | 2006 FS17                | 23 marzo 2006    | Spacewatch        |
| 452788 - | 2006 FX39                | 25 marzo 2006    | Spacewatch        |
| 452789 - | 2006 FK50                | 4 dicembre 2005  | Spacewatch        |
| 452790 - | 2006 FL50                | 27 febbraio 2006 | CSS               |
| 452791 - | 2006 GY24                | 23 marzo 2006    | Spacewatch        |
| 452792 - | 2006 GV41                | 7 aprile 2006    | LONEOS            |
| 452793 - | 2006 GT47                | 9 aprile 2006    | Spacewatch        |
| 452794 - | 2006 HF21                | 20 aprile 2006   | Spacewatch        |
| 452795 - | 2006 HW23                | 2 aprile 2006    | Spacewatch        |
| 452796 - | 2006 HO30                | 25 febbraio 2006 | CSS               |
| 452797 - | 2006 HC56                | 24 aprile 2006   | LONEOS            |
| 452798 - | 2006 HU111               | 30 aprile 2006   | CSS               |
| 452799 - | 2006 HP113               | 25 aprile 2006   | Spacewatch        |
| 452800 - | 2006 JR5                 | 3 maggio 2006    | Mt. Lemmon Survey |

## 452801-452900
| Nome     | Designazione provvisoria | Data di scoperta  | Scopritore           |
| -------- | ------------------------ | ----------------- | -------------------- |
| 452801 - | 2006 JR53                | 26 aprile 2006    | Mt. Lemmon Survey    |
| 452802 - | 2006 JE56                | 2 aprile 2006     | LONEOS               |
| 452803 - | 2006 KE15                | 20 maggio 2006    | CSS                  |
| 452804 - | 2006 KY25                | 20 maggio 2006    | Spacewatch           |
| 452805 - | 2006 KQ54                | 6 maggio 2006     | Mt. Lemmon Survey    |
| 452806 - | 2006 KE66                | 3 maggio 2006     | Spacewatch           |
| 452807 - | 2006 KV89                | 28 maggio 2006    | LINEAR               |
| 452808 - | 2006 KL94                | 8 maggio 2006     | Mt. Lemmon Survey    |
| 452809 - | 2006 KC119               | 30 maggio 2006    | Mt. Lemmon Survey    |
| 452810 - | 2006 LE4                 | 7 giugno 2006     | Siding Spring Survey |
| 452811 - | 2006 PO4                 | 15 agosto 2006    | Hönig, S. F.         |
| 452812 - | 2006 PD19                | 13 agosto 2006    | NEAT                 |
| 452813 - | 2006 PA20                | 30 luglio 2006    | Siding Spring Survey |
| 452814 - | 2006 PE23                | 12 agosto 2006    | NEAT                 |
| 452815 - | 2006 PJ26                | 21 luglio 2006    | CSS                  |
| 452816 - | 2006 PM27                | 13 agosto 2006    | Siding Spring Survey |
| 452817 - | 2006 QB28                | 20 agosto 2006    | NEAT                 |
| 452818 - | 2006 QU29                | 17 agosto 2006    | NEAT                 |
| 452819 - | 2006 QN115               | 27 agosto 2006    | LONEOS               |
| 452820 - | 2006 QA125               | 16 agosto 2006    | NEAT                 |
| 452821 - | 2006 QA141               | 18 agosto 2006    | NEAT                 |
| 452822 - | 2006 QR158               | 19 agosto 2006    | Spacewatch           |
| 452823 - | 2006 QH168               | 30 agosto 2006    | LONEOS               |
| 452824 - | 2006 QM169               | 27 agosto 2006    | LONEOS               |
| 452825 - | 2006 QE186               | 29 agosto 2006    | LONEOS               |
| 452826 - | 2006 RF4                 | 12 settembre 2006 | CSS                  |
| 452827 - | 2006 RF28                | 14 settembre 2006 | NEAT                 |
| 452828 - | 2006 RH44                | 14 settembre 2006 | Spacewatch           |
| 452829 - | 2006 RD54                | 14 settembre 2006 | Spacewatch           |
| 452830 - | 2006 RR58                | 15 settembre 2006 | Spacewatch           |
| 452831 - | 2006 RH62                | 29 agosto 2006    | Spacewatch           |
| 452832 - | 2006 RO77                | 15 settembre 2006 | Spacewatch           |
| 452833 - | 2006 RA79                | 15 settembre 2006 | Spacewatch           |
| 452834 - | 2006 RA82                | 15 settembre 2006 | Spacewatch           |
| 452835 - | 2006 RS91                | 15 settembre 2006 | Spacewatch           |
| 452836 - | 2006 RT99                | 12 settembre 2006 | Siding Spring Survey |
| 452837 - | 2006 RW100               | 14 settembre 2006 | CSS                  |
| 452838 - | 2006 SN16                | 17 settembre 2006 | CSS                  |
| 452839 - | 2006 SZ22                | 17 settembre 2006 | LONEOS               |
| 452840 - | 2006 SZ27                | 17 settembre 2006 | Spacewatch           |
| 452841 - | 2006 SU53                | 16 settembre 2006 | CSS                  |
| 452842 - | 2006 SC60                | 18 settembre 2006 | CSS                  |
| 452843 - | 2006 SU63                | 18 settembre 2006 | CSS                  |
| 452844 - | 2006 SB66                | 19 settembre 2006 | LONEOS               |
| 452845 - | 2006 SA69                | 19 settembre 2006 | Spacewatch           |
| 452846 - | 2006 SE79                | 17 settembre 2006 | CSS                  |
| 452847 - | 2006 SN79                | 17 settembre 2006 | CSS                  |
| 452848 - | 2006 SE116               | 24 settembre 2006 | LONEOS               |
| 452849 - | 2006 SG140               | 22 settembre 2006 | CSS                  |
| 452850 - | 2006 ST140               | 22 settembre 2006 | LONEOS               |
| 452851 - | 2006 SV142               | 19 settembre 2006 | Spacewatch           |
| 452852 - | 2006 SE149               | 19 settembre 2006 | Spacewatch           |
| 452853 - | 2006 SE160               | 23 settembre 2006 | Spacewatch           |
| 452854 - | 2006 SP173               | 25 settembre 2006 | Spacewatch           |
| 452855 - | 2006 SJ202               | 17 settembre 2006 | Spacewatch           |
| 452856 - | 2006 SS204               | 17 settembre 2006 | Spacewatch           |
| 452857 - | 2006 SP213               | 28 agosto 2006    | Spacewatch           |
| 452858 - | 2006 SX213               | 27 settembre 2006 | CSS                  |
| 452859 - | 2006 SW240               | 18 settembre 2006 | Spacewatch           |
| 452860 - | 2006 SX255               | 26 settembre 2006 | Spacewatch           |
| 452861 - | 2006 SP256               | 15 settembre 2006 | Spacewatch           |
| 452862 - | 2006 SU276               | 15 settembre 2006 | Spacewatch           |
| 452863 - | 2006 SQ279               | 28 settembre 2006 | CSS                  |
| 452864 - | 2006 SN285               | 25 settembre 2006 | Spacewatch           |
| 452865 - | 2006 SB292               | 27 settembre 2006 | CSS                  |
| 452866 - | 2006 SH301               | 26 settembre 2006 | Mt. Lemmon Survey    |
| 452867 - | 2006 SY302               | 17 settembre 2006 | CSS                  |
| 452868 - | 2006 SG310               | 27 settembre 2006 | Spacewatch           |
| 452869 - | 2006 SB312               | 17 settembre 2006 | Spacewatch           |
| 452870 - | 2006 SO313               | 27 settembre 2006 | Spacewatch           |
| 452871 - | 2006 SZ319               | 27 settembre 2006 | Spacewatch           |
| 452872 - | 2006 SF331               | 15 settembre 2006 | Spacewatch           |
| 452873 - | 2006 SW373               | 16 settembre 2006 | Becker, A. C.        |
| 452874 - | 2006 SX389               | 30 settembre 2006 | Becker, A. C.        |
| 452875 - | 2006 SE399               | 17 settembre 2006 | Spacewatch           |
| 452876 - | 2006 SZ402               | 26 settembre 2006 | Mt. Lemmon Survey    |
| 452877 - | 2006 SC408               | 27 settembre 2006 | Mt. Lemmon Survey    |
| 452878 - | 2006 TS5                 | 2 ottobre 2006    | Mt. Lemmon Survey    |
| 452879 - | 2006 TQ31                | 12 ottobre 2006   | Spacewatch           |
| 452880 - | 2006 TC34                | 12 ottobre 2006   | NEAT                 |
| 452881 - | 2006 TO48                | 26 settembre 2006 | Mt. Lemmon Survey    |
| 452882 - | 2006 TM53                | 12 ottobre 2006   | Spacewatch           |
| 452883 - | 2006 TA73                | 11 ottobre 2006   | NEAT                 |
| 452884 - | 2006 TB89                | 13 ottobre 2006   | Spacewatch           |
| 452885 - | 2006 TA119               | 3 ottobre 2006    | Becker, A. C.        |
| 452886 - | 2006 TK123               | 15 ottobre 2006   | Spacewatch           |
| 452887 - | 2006 UG3                 | 16 ottobre 2006   | CSS                  |
| 452888 - | 2006 UR27                | 16 ottobre 2006   | Spacewatch           |
| 452889 - | 2006 UW41                | 16 ottobre 2006   | Spacewatch           |
| 452890 - | 2006 UY43                | 16 ottobre 2006   | Spacewatch           |
| 452891 - | 2006 US61                | 19 ottobre 2006   | CSS                  |
| 452892 - | 2006 UB84                | 17 ottobre 2006   | Mt. Lemmon Survey    |
| 452893 - | 2006 US85                | 17 ottobre 2006   | Spacewatch           |
| 452894 - | 2006 UU102               | 18 ottobre 2006   | Spacewatch           |
| 452895 - | 2006 UD109               | 18 ottobre 2006   | Spacewatch           |
| 452896 - | 2006 UL155               | 21 ottobre 2006   | CSS                  |
| 452897 - | 2006 UZ187               | 19 ottobre 2006   | CSS                  |
| 452898 - | 2006 UW190               | 19 ottobre 2006   | CSS                  |
| 452899 - | 2006 UE194               | 20 ottobre 2006   | Spacewatch           |
| 452900 - | 2006 UF213               | 4 ottobre 2006    | Mt. Lemmon Survey    |

## 452901-453000
| Nome     | Designazione provvisoria | Data di scoperta  | Scopritore        |
| -------- | ------------------------ | ----------------- | ----------------- |
| 452901 - | 2006 UE221               | 1º ottobre 2006   | Spacewatch        |
| 452902 - | 2006 UL227               | 20 ottobre 2006   | NEAT              |
| 452903 - | 2006 UE259               | 25 settembre 2006 | Spacewatch        |
| 452904 - | 2006 UB281               | 26 settembre 2006 | Mt. Lemmon Survey |
| 452905 - | 2006 UE335               | 16 ottobre 2006   | Spacewatch        |
| 452906 - | 2006 VK17                | 21 ottobre 2006   | Spacewatch        |
| 452907 - | 2006 VA18                | 9 novembre 2006   | Spacewatch        |
| 452908 - | 2006 VV33                | 11 novembre 2006  | Mt. Lemmon Survey |
| 452909 - | 2006 VW34                | 22 ottobre 2006   | Spacewatch        |
| 452910 - | 2006 VJ37                | 23 ottobre 2006   | CSS               |
| 452911 - | 2006 VN56                | 11 novembre 2006  | Spacewatch        |
| 452912 - | 2006 VB58                | 11 novembre 2006  | Spacewatch        |
| 452913 - | 2006 VQ65                | 11 novembre 2006  | Spacewatch        |
| 452914 - | 2006 VG72                | 11 novembre 2006  | Mt. Lemmon Survey |
| 452915 - | 2006 VS76                | 12 novembre 2006  | Mt. Lemmon Survey |
| 452916 - | 2006 VM83                | 25 settembre 2006 | Mt. Lemmon Survey |
| 452917 - | 2006 VO115               | 14 novembre 2006  | Spacewatch        |
| 452918 - | 2006 VH118               | 14 novembre 2006  | Spacewatch        |
| 452919 - | 2006 VF136               | 15 novembre 2006  | Spacewatch        |
| 452920 - | 2006 VA145               | 15 novembre 2006  | CSS               |
| 452921 - | 2006 VG148               | 22 ottobre 2006   | Mt. Lemmon Survey |
| 452922 - | 2006 VM148               | 15 novembre 2006  | Mt. Lemmon Survey |
| 452923 - | 2006 VU148               | 13 novembre 2006  | CSS               |
| 452924 - | 2006 VJ173               | 11 novembre 2006  | Spacewatch        |
| 452925 - | 2006 WK39                | 16 novembre 2006  | Spacewatch        |
| 452926 - | 2006 WD47                | 16 novembre 2006  | Spacewatch        |
| 452927 - | 2006 WX57                | 11 novembre 2006  | Spacewatch        |
| 452928 - | 2006 WQ73                | 21 ottobre 2006   | Spacewatch        |
| 452929 - | 2006 WK83                | 23 ottobre 2006   | Mt. Lemmon Survey |
| 452930 - | 2006 WB87                | 18 novembre 2006  | LINEAR            |
| 452931 - | 2006 WM89                | 18 novembre 2006  | Spacewatch        |
| 452932 - | 2006 WM102               | 11 novembre 2006  | Spacewatch        |
| 452933 - | 2006 WG103               | 11 novembre 2006  | Spacewatch        |
| 452934 - | 2006 WM115               | 20 novembre 2006  | LINEAR            |
| 452935 - | 2006 WQ138               | 22 ottobre 2006   | CSS               |
| 452936 - | 2006 WY143               | 31 ottobre 2006   | Mt. Lemmon Survey |
| 452937 - | 2006 WN178               | 24 novembre 2006  | Spacewatch        |
| 452938 - | 2006 WB195               | 29 novembre 2006  | LINEAR            |
| 452939 - | 2006 XH6                 | 8 dicembre 2006   | NEAT              |
| 452940 - | 2006 XQ10                | 9 dicembre 2006   | Spacewatch        |
| 452941 - | 2006 XT11                | 10 dicembre 2006  | Spacewatch        |
| 452942 - | 2006 XU24                | 17 ottobre 2006   | Mt. Lemmon Survey |
| 452943 - | 2006 XA30                | 13 dicembre 2006  | Mt. Lemmon Survey |
| 452944 - | 2006 XY33                | 11 dicembre 2006  | Spacewatch        |
| 452945 - | 2006 XF40                | 23 novembre 2006  | Spacewatch        |
| 452946 - | 2006 XU45                | 27 novembre 2006  | LINEAR            |
| 452947 - | 2006 XG47                | 27 novembre 2006  | Spacewatch        |
| 452948 - | 2006 XZ48                | 13 dicembre 2006  | LINEAR            |
| 452949 - | 2006 XM54                | 11 dicembre 2006  | Spacewatch        |
| 452950 - | 2006 XX72                | 13 dicembre 2006  | Mt. Lemmon Survey |
| 452951 - | 2006 XG73                | 15 dicembre 2006  | Spacewatch        |
| 452952 - | 2007 AC                  | 6 gennaio 2007    | Ferrando, R.      |
| 452953 - | 2007 AY                  | 25 novembre 2006  | Mt. Lemmon Survey |
| 452954 - | 2007 AZ6                 | 13 dicembre 2006  | Spacewatch        |
| 452955 - | 2007 AZ16                | 15 gennaio 2007   | CSS               |
| 452956 - | 2007 AP17                | 15 gennaio 2007   | LONEOS            |
| 452957 - | 2007 BN6                 | 26 dicembre 2006  | Spacewatch        |
| 452958 - | 2007 BJ33                | 24 gennaio 2007   | Mt. Lemmon Survey |
| 452959 - | 2007 BD44                | 27 novembre 2006  | Mt. Lemmon Survey |
| 452960 - | 2007 BO76                | 17 gennaio 2007   | Spacewatch        |
| 452961 - | 2007 CN6                 | 24 dicembre 2006  | Spacewatch        |
| 452962 - | 2007 CR43                | 8 febbraio 2007   | Spacewatch        |
| 452963 - | 2007 CR60                | 25 novembre 2006  | Mt. Lemmon Survey |
| 452964 - | 2007 CT62                | 1º novembre 2006  | Mt. Lemmon Survey |
| 452965 - | 2007 CB72                | 14 febbraio 2007  | Mauna Kea         |
| 452966 - | 2007 DB25                | 17 febbraio 2007  | Spacewatch        |
| 452967 - | 2007 DM28                | 17 febbraio 2007  | Spacewatch        |
| 452968 - | 2007 DA47                | 21 febbraio 2007  | LINEAR            |
| 452969 - | 2007 DJ47                | 13 febbraio 2007  | LINEAR            |
| 452970 - | 2007 DU71                | 21 febbraio 2007  | Spacewatch        |
| 452971 - | 2007 DG89                | 9 febbraio 2007   | Spacewatch        |
| 452972 - | 2007 DF116               | 16 febbraio 2007  | CSS               |
| 452973 - | 2007 EW14                | 9 marzo 2007      | Mt. Lemmon Survey |
| 452974 - | 2007 EH15                | 21 febbraio 2007  | Mt. Lemmon Survey |
| 452975 - | 2007 EG64                | 10 marzo 2007     | Mt. Lemmon Survey |
| 452976 - | 2007 ES131               | 9 marzo 2007      | Mt. Lemmon Survey |
| 452977 - | 2007 EW152               | 12 marzo 2007     | Mt. Lemmon Survey |
| 452978 - | 2007 ED175               | 14 marzo 2007     | Spacewatch        |
| 452979 - | 2007 EF175               | 14 marzo 2007     | Spacewatch        |
| 452980 - | 2007 EM175               | 14 marzo 2007     | Spacewatch        |
| 452981 - | 2007 EW220               | 13 marzo 2007     | Spacewatch        |
| 452982 - | 2007 ES223               | 11 marzo 2007     | CSS               |
| 452983 - | 2007 FY10                | 16 marzo 2007     | Spacewatch        |
| 452984 - | 2007 FQ19                | 20 marzo 2007     | Mt. Lemmon Survey |
| 452985 - | 2007 FZ31                | 15 marzo 2007     | Spacewatch        |
| 452986 - | 2007 FH50                | 25 marzo 2007     | Mt. Lemmon Survey |
| 452987 - | 2007 GE1                 | 6 aprile 2007     | Bickel, W.        |
| 452988 - | 2007 GQ17                | 11 aprile 2007    | Spacewatch        |
| 452989 - | 2007 GE18                | 11 aprile 2007    | Spacewatch        |
| 452990 - | 2007 GF40                | 14 aprile 2007    | Spacewatch        |
| 452991 - | 2007 GE51                | 15 aprile 2007    | Spacewatch        |
| 452992 - | 2007 GK65                | 15 aprile 2007    | Spacewatch        |
| 452993 - | 2007 GJ73                | 15 aprile 2007    | CSS               |
| 452994 - | 2007 GS73                | 26 marzo 2007     | CSS               |
| 452995 - | 2007 HZ11                | 18 aprile 2007    | Mt. Lemmon Survey |
| 452996 - | 2007 HD60                | 16 marzo 2007     | Mt. Lemmon Survey |
| 452997 - | 2007 HD61                | 29 ottobre 2005   | Spacewatch        |
| 452998 - | 2007 HN68                | 16 marzo 2007     | Spacewatch        |
| 452999 - | 2007 HG88                | 19 aprile 2007    | Mt. Lemmon Survey |
| 453000 - | 2007 HW94                | 18 aprile 2007    | Spacewatch        |